# Obereschach (Villingen-Schwenningen)
Obereschach ist ein Ortsteil von Villingen-Schwenningen und liegt am Ostrand des Schwarzwalds in einer Höhe zwischen 690 und 760 m.

## Geschichte
Man vermutet, dass der Ort etwa in der Zeit zwischen dem 7. und 8. Jahrhundert durch alemannische Siedler gegründet wurde, da im Bezirk Ebenhausen Alemannengräber gefunden wurden.
Obereschach wurde erstmals im Jahre 1269 urkundlich erwähnt, abgekürzt und in mittelalterlicher Schreibweise "obr. ezza". Ezza = "Eschach bezeichnet die Lage der Siedlung in der Nähe eines fischreichen Gewässers, von esch = Flussfisch und ach = Wasser. Im Mittelalter gab es bereits mehrere Lehnshöfe, von denen heute noch einige erhalten sind. Der Ort gehörte über 400 Jahre zum Johanniter-/Malteserorden und war Teil der Kommende in Villingen.
Am 1. Dezember 1971 wurde die Gemeinde Obereschach in die Stadt Villingen im Schwarzwald eingemeindet und ist heute nördlichster Stadtbezirk von Villingen-Schwenningen.

## Berthold Rottler
Aus Obereschach stammte der Fürstabt Berthold Rottler OSB, er war von 1801 bis 1806 der letzte Fürstabt des Klosters St. Blasien im Schwarzwald und von 1809 bis zu seinem Tod Abt des Stifts St. Paul im Lavanttal in Kärnten.